# Wyszki (województwo dolnośląskie)

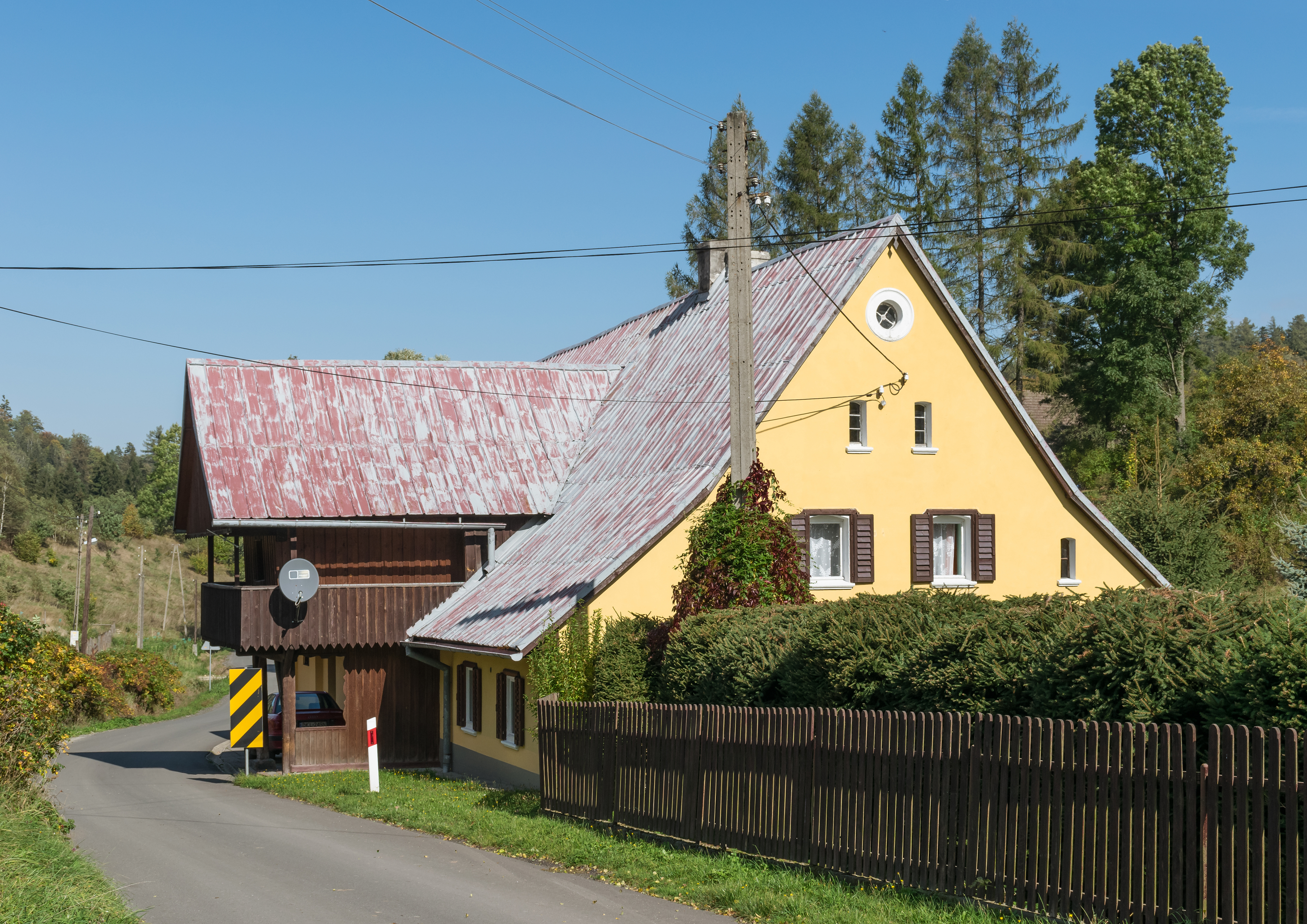
Zabytkowy dom nr 13 w Wyszkach

Wyszki (niem. Hohndorf) – wieś w Polsce, położona w województwie dolnośląskim, w powiecie kłodzkim, w gminie Bystrzyca Kłodzka
Wieś leży w Górach Bystrzyckich, na południowy zachód od Bystrzycy Kłodzkiej, pomiędzy Jagodną na zachodzie i Wyszkowskim Grzbietem na wschodzie, na wysokości około 460–520 m n.p.m.

## Nazwa
Pierwotna nazwa miejscowości Buchwałowice lub Boguchwałowice nie zachowała się do dziś. Miejscowość została zanotowana po raz pierwszy w roku 1183 jako Boguhualow. W roku 1240 Hohendorf circa Oppaviam, w 1259 Boguchwalewiz quod Hohendorf noncupatur, w 1377 Hoendorf, w 1477 Buchwaluow i w 1495 Buchwalow.
| SIMC    | Nazwa     | Rodzaj     |
| ------- | --------- | ---------- |
| 1004336 | Szczepków | przysiółek |

## Historia
Pierwsza wzmianka o Wyszkach pochodzi z 1348 roku. W roku 1622 kiedy stacjonujący w Bystrzycy żołnierze dokonywali w okolicy rabunkowych kontrybucji, chłopi z Wyszek zablokowali miasto uniemożliwiając dostawy żywności. W roku 1659 kroniki odnotowały kolejny bunt chłopów z miejscowości, sprzeciwiających się podniesieniu wymiaru pańszczyzny. W XVIII wieku we wsi były: folwark i młyn wodny. W 1840 roku było tu 81 budynków, w tym: dwór z folwarkiem, kościół cmentarny, szkoła katolicka i młyn wodny. W XIX wieku Wyszki stały się niewielkim letniskiem. Po 1945 roku Wyszki stały się wsią wyłącznie rolniczą, a funkcja letniskowa zanikła.
W latach 1975–1998 wieś należała administracyjnie do województwa wałbrzyskiego.

## Zabytki
Do wojewódzkiego rejestru zabytków wpisany jest:
- kościół filialny pw. św. Jana Chrzciciela z 1793[8].

Inne zabytki:
- liczne domy pochodzące z XVIII i XIX w., o cechach architektury ludowej[8]
- na cmentarzu koło kościoła stoi pozbawiona głowy barokowa figura św. Franciszka Ksawerego[10].

## Osoby związane z Wyszkami
- W Wyszkach urodził się Robert Karger (1874-1946) – niemiecki poeta, główny przedstawiciel poezji w dialekcie kłodzkim[1].